# Y Carinae
Y Carinae är en pulserande variabel  av Delta Cephei-typ (DCEP (B)) i stjärnbilden Kölen. Den tillhör de cepheider som har två eller fler perioder i sin ljuskurva, vanligen en grundpuls P0  och en första överlagring P1. P0 har då intervallet 2 – 7 dygn och P1 förhållande P1/P0 = 0,70-0,71.
Y Carinae varierar mellan visuell magnitud +7,53 och 8,48 med en period av 3,63976 dygn.